# Shap-'ng Tsai
Shap-'ng Tsai (kinesisk: 十五仔) var en kinesisk pirat som var aktiv i det Sydkinesiske Hav fra omkring 1845 til 1859. Han havde kommando over omtrent 70 djunker med sørøverbase i bugten Tien-pai i prefekturet Yangjiang på Guangdongs kyst vest for Macao. Kystbyer og handelsfolk betalte beskyttelsespenge til Shap-'ng Tsai for ikke at blive angrebet. Kinesiske krigsskibe risikerede at blive kapret og deres officerer holdt fanget for løsepenge. Den kinesiske regering tilbød ham amnesti og en officerspost, men han tog ikke imod tilbuddet.
I foråret 1849 fik Tsai skylden for sænkningen af et amerikansk og tre britiske opiumsskibe. I september sejlede da en skvadron britiske skibe til Tien-pai, hvor de fandt 100 kaprede skibe, som blev tilbageholdt for løsepenge, men de fandt ikke piraternes hovedstyrker. Måneden efter forfulgte tre britiske skibe piraterne ind blandt øerne og kanalerne ved Haiphong. Briterne var talmæssigt underlegne og kæmpede mod piraterne i to døgn. De formåede at ødelægge 58 djunker med 1.200 kanoner og mandskaber på omkring 3.000 sørøvere. Tsai slap væk med seks mindre djunker og 400 mand. Senere overgav han sig til den kinesiske regering og tog imod officersposten, som han var blevet tilbudt.